# Grenoble Foot 38
Grenoble Foot 38 je francuski nogometni klub.

## Povijest
Klub je osnovan 1892. godine kao Football Club de Grenoble, a 1997. godine se spojio s klubovima Olympique Grenoble Isère i Norcap Olympique,  te od tada nosi današnje ime. Godine 2004. kupila ga je japanska tvrtka Index Holding, te je ubrzo izgrađen novi stadion Stade des Alpes. Do sada su dva puta bili prvaci Ligue 2, a sezone 2007./08., završili su na trećem mjestu, te su se kvalificirali za nastup u Ligue 1. Boje kluba su plava i bijela. Najpoznatiji igrači koji su igrali za Grenoble su Youri Djorkaeff i Ibrahima Sonko.

### Promjene imena
- Football Club de Grenoble 1892 (1892. – 1977.)
- Football Club Association Sportive de Grenoble (1977. – 1984.)
- Football Club de Grenoble Dauphiné (1984. – 1990.)
- Football Club de Grenoble Isère (1990. – 1992.)
- Football Club de Grenoble Jojo Isère (1992. – 1993.)
- Olympique Grenoble Isère (1993. – 1997.)
- Grenoble Foot 38 (1997.-)

## Naslovi

### Domaći
- Ligue 2

- Prvak (2): 1960.,1962.

### Međunarodni
- Kup Alpa

- Finalist (1): 1962.

## Treneri kluba
Treneri nakon 1945.:
| - 1945. – 1946. : Jules Dewaquez - 1953. – 1954. : Robert Lacoste - 1957. – 1958. : Georges Dupraz - 1958. – 1963. : Albert Fornetti - 1963. – 1967. : Albert Batteux - 1967. – 1970. : Raymond Abad - 1970. – 1971. : René Gardien - 1971. – 1972. : Joseph Donnard - 1972. – 1975. : Roger Garcin - 1975. – 1978. : Jean Deloffre - 1978. – 1980. : Robert Belloni - 1980. – 1981. : Michel Lafranceschina - 1981. – 1983. : Jean Djorkaeff - 1983. – 1985. : Claude Le Roy - 1985. – 1986. : Robert Buigues - 1986. – 1989. : Christian Dalger - 1989. – 1990. : Patrick Parizon - 1990. – 1991. : Noël Tosi | - 1991. – 1993. : Bernard Simondi - 1993. – 1994. : Bernard David - 1994. – 1995. : Christian Letard - 1995. – 1996. : Éric Geraldes - 1996. – 1997. : Bernard Simondi - 1997. – 2001. : Alain Michel - 2001. – 2003. : Marc Westerloppe - 2002. – 2004. : Alain Michel - 2004. – 2006. : Thierry Goudet - 2006. – 2007. : Yvon Pouliquen - 2007. – 2010. : Mehmed Baždarević - 2010. – 2011. : Yvon Pouliquen - 2012. – 2015. : Olivier Saragaglia - 2015. – 2016. : Jean-Louis Garcia - 2016. – 2018. : Olivier Guégan - 2018. – 2021. : Philippe Hinschberger - 2021. - : Maurizio Jacobacci |

## Poznati bivši igrači
- Ruben Bravo
- Youri Djorkaeff
- François Remetter
- Gustavo Poyet
- Masashi Oguro
- Ibrahima Sonko
- Titi Buengo

## Vanjske poveznice
- Službena stranica (fr.)